# Borany

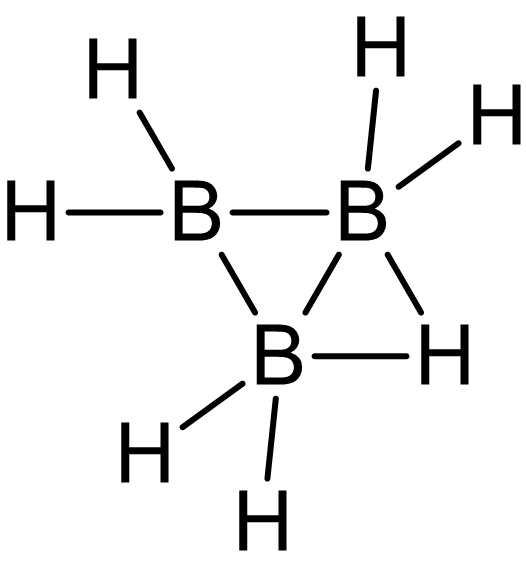
Příklad boranu – triboran

Borany jsou sloučeniny boru s vodíkem. Jsou to obvykle značně reaktivní látky, které slouží pro přípravu celé řady dalších sloučenin. Příkladem může být tetrahydridoboritan lithný LiBH4, který je mimořádně silné redukční činidlo a zdroj nascentního vodíku. Nejznámějším boranem je diboran B2H6, samozápalný plyn o teplotě varu −92,5 °C.
Nižší borany jsou plynné, vyšší kapalné a nejvyšší borany jsou pevné látky.